# 李日成
李曰成，后改名李日乾，號庐山，山東招遠人，明末清初政治人物，同進士出身。

## 生平
崇禎十二年（1639年）己卯举人，崇禎十三年（1640年），聯捷庚辰进士。吏部观政，初授宝应知县，调江都知县。入清改名日乾，授万安知县。

## 家族
父李乃蘭，天津道副使。